# Vile denaro
Vile denaro è il terzo album in studio del gruppo musicale italiano Club Dogo, pubblicato il 18 maggio 2007 dalla EMI.

## Descrizione
Contiene 14 tracce tra cui il brano Mi hanno detto che..., entrato nelle stazioni radiofoniche italiane circa 20 giorni prima dell'uscita dell'album ed arrivata a essere la terza canzone più programmata da Radio Deejay nel maggio 2007 e al secondo posto su MTV TRL. L'album debutta all'undicesima posizione della classifica dei dischi più venduti in Italia.
Il brano Confessioni di una banconota ha un campionamento del brano Gypsys, Tramps & Thieves, hit del 1971 della cantante statunitense Cher. Il brano Puro bogotà contiene un campionamento di Just Now and Then dei Detroit Emeralds del 1971, riprodotto al contrario,

## Tracce
1. Incubo italiano – 3:36
2. Mi hanno detto che... – 3:18
3. La verità – 3:59
4. M-I Bastard – 3:13
5. C.D. – 4:12
6. Puro bogotà (ft. Vincenzo & Marracash) – 4:24
7. Spaghetti western – 3:19
8. Tornerò da re – 4:06
9. Confessioni di una banconota – 3:59
10. Ora che ci penso (ft. Daniele Vit) – 3:12
11. Dogozilla – 3:01
12. Giovane e pazzo – 3:30
13. Dolce paranoia – 3:29
14. La chiave (ft. Stylophonic, Roba & Zenima) – 3:18

Traccia bonus nell'edizione digitale
1. Tornerò da re parte II – 3:22

## Formazione
- Gué Pequeno – rapping, voce
- Jake La Furia – rapping, voce
- Don Joe – campionatore, programmazione, voce, produzione

## Classifiche
| Classifica (2007) | Posizione massima |
| ----------------- | ----------------- |
| Italia            | 11                |